# José Andrés Cornide de Folgueira y Saavedra
José Andrés Cornide de Folgueira y Saavedra, senyor de Cebreiro, de Madiz i de Saa (La Corunya, 25 d'abril de 1734 - Madrid, 22 de febrer de 1803) va ser un geògraf, naturalista i humanista gallec. Va ser un dels més coneguts membres de la Il·lustració a Galícia.
D'origen Hidalgo, va estudiar Humanitats a la Universitat de Santiago de Compostel·la. Va ser regidor de la ciutat de La Corunya, fundador de la Societat Econòmica de Santiago, fundador de l'Acadèmia d'Agricultura del Regne de Galícia el 1765 i primer secretari perpetu de la Reial Acadèmia de la Història (1802-1803) entre d'altres. També fou regidor perpetu de Santiago (1766) i representant a les Juntes del Regne el 1769 i el 1781.
Al llarg de la seva vida va realitzar complets estudis sobre la història, la geografia i l'economia, fonamentalment de Galícia. Va elaborar gran quantitat de mapes, entre els quals destaquen els de la diòcesi d'Orense i de la de Mondoñedo. Va realitzar nombroses cròniques de viatges, com Viatge des de Coruña a la Cort, a més de conrear la literatura, tant en castellà com en gallec, llengua en la qual va escriure notables poemes com A Filida.

## Obres
- Memoria sobre la pesca de la sardina en las costas de Galicia (1774).
- Historia natural de los peces y otras especies marinas de Galicia (1788).
- Las Casitérides, o Islas del Estaño, restituidas a los mares de Galicia. Disertación crítica en què se procura probar que estas islas no son las Sorlingas, como pretende en su Britania Guillermo Cambden, y sí las de la costa occidental del reino de Galicia. Fitxa a cervantesvirtual.es (1790).
- Investigaciones sobre la fundación y fábrica de la llamada Torre de Hércules situada a la entrada del puerto de La Coruña. Fitxa a cervantesvirtual.es.
- Estado de Portugal en el año 1800.